# Chaos (película de 2005)
Chaos es una película de horror estadounidense de 2005 sobre la violación y el asesinato de dos adolescentes. Se trata de un remake no oficial de la película de 1972 de Wes Craven The Last House on the Left, con todos los nombres de los personajes cambiados y un final diferente. Fue protagonizada por Kevin Gage y escrita y dirigida por David DeFalco. La película fue vapuleada por la crítica.

## Sinopsis
Dos jóvenes amigas se dirigen a una fiesta buscando algo de acción. Allí encuentran a un joven y lo siguen hasta una casa abandonada en el bosque, donde se convierten en víctimas de una banda de delincuentes.

## Reparto
- Kevin Gage es Chaos.
- Stephen Wozniak es Frankie.
- Kelly K.C. Quann es Daisy.
- Maya Barovich es Angelica.
- Chantal Degroat es Emily.
- Sage Stallone es Swan.
- Deborah Lacey es Justine.
- Scott Richards es Leo.
- Ken Medlock es MacDunner.
- Jeb Barrows es Wilson.

## Recepción
Chaos tiene un ranking aprobatorio del 6% en la página Rotten Tomatoes, basado en 17 reseñas. En Metacritic tiene una puntuación de 1 sobre 100 basada en 8 reseñas, indicando un "rechazo abrumador" y convirtiéndola en una de las películas con peor calificación en la página.
Roger Ebert le dio una calificación de cero estrellas sobre cuatro, afirmando: "Chaos es fea, nihilista y cruel, una película que lamento haber visto. Insto a todos a que la eviten. No cometan el error de pensar que es sólo una película de terror o una película slasher. Es un ejercicio de crueldad sin corazón y termina con una descuidada brutalidad". El director DeFalco respondió: "Sr. Ebert, ¿cómo quiere que el mal del siglo XXI sea retratado en el cine y en los medios de comunicación? El mal debe ser retratado en el cine de forma fea, nihilista y cruel, justo como usted dijo". Ebert nuevamente opinó ante la respuesta del director: "Su verdadero propósito al hacer Chaos, sospecho, no era educar, sino crear un escándalo que atrajera a la audiencia. Siempre se puede ganar dinero yendo más lejos y siendo más impactante. A veces también hay arte en esa dirección, pero no esta vez".